# Околович, Николай Андреевич
Околович Николай Андреевич (8.12.1867, Елисаветград — 20.04.1928,Ленинград), русский живописец, реставратор, хранитель Русского Музея в Санкт-Петербурге.

## Биография

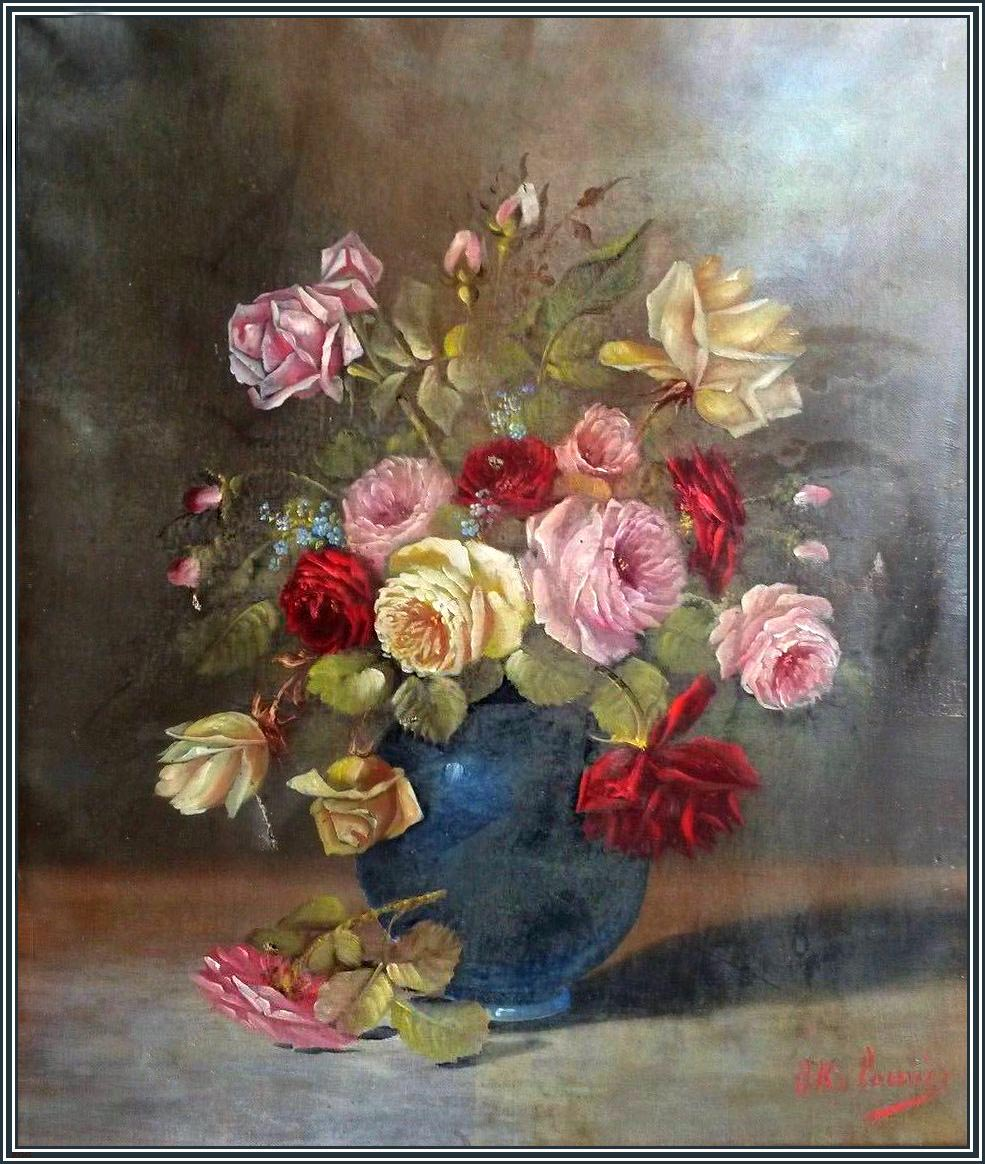
Николай Околович, натюрморт, около 1920 года

Николай Андреевич Околович родился в Елисаветграде (в настоящее время Кропивницкий), по другим сведениям в Одессе.
По настоянию родителей он поступает в Елисаветградское духовное училище, после окончания которого в 1882 году, продолжает обучение в Одесской духовной семинарии, которую оканчивает в 1887 году. Однако, любовь к живописи заставляет резко поменять выбор своей профессии и в том же году Николай Околович поступает
Одесскую художественную школу рисования.
После окончания рисовальной школы, в 1889 он поступает в пейзажный класс Императорской Академии художеств. В Петербурге Околович знакомится с известным историком и археологом Н. П. Кондаковым, которому для предстоящей экспедиции требовался рисовальщик. Эта роль была предложена Николаю Околовичу и он летом 1891 года отправляется в археологическую экспедицию в Палестину. К этому времени появляются первые признаки слабого здоровья. Они будут проявляться на протяжении все его жизни
. В 1892 из-за болезни вынужден временно оставить учёбу в Академии художеств, однако он продолжает свою карьеру художника, консультируется с Иваном Шишкиным.
С 1894 года Н.Околович является членом Товарищества южнорусских художников (ТЮРХ). Он не пропускает выставки ТЮРХ, ежегодно выставляя свои работы, которые обращают на себя внимание общественности. В частности Одесские новости 25 марта 1895 отметили вниманием работы Околовича. В них сообщалось:

На выставке имеются тридцать этюдов талантливого молодого художника Н. А. Околовича. На прошлой пятой выставке общества южнорусских художников г. Околович выставил великолепные пейзажи… Этюды обличают у художника полное знание своего дела, сочный и свежий колорит, хороший рисунок и смелую манеру".

В 1894—1895 Околович выставляет свои работы на 22-й и 23-й выставках «Товариществе передвижных художественных выставок» (ТПХВ). В 1897 восстанавливает свое обучение в Академии художеств и в 1901 заканчивает её. 1 ноября 1901 года он получает звание художника за картину «Лунный вечер». В свою очередь Одесская рисовальная школа — награждает его за эту же картину Большой бронзовой медалью.
В 1903 Николай Околович, совместно с Д. Н. Кардовским становится одним из членов-учредителей Нового Общества художников (НОХ)
Следующий этап жизни Николая Околовича связан с Пензой, куда он переехал после смерти в Петербурге
27 января 1909 г. члена попечительского совета Пензенского рисовального училища коллекционера Андрей Андреевич Боголюбова, который завещавшего свою художественную коллекцию Пензенской картинной галерее. Вдова Боголюбова обратилась к городским властям и культурной общественности города с просьбой прислать из столицы компетентного представителя для препровождения и экспертной оценки коллекции, в качестве такого представителя был выбран Николай Околович. Он привёз в Пензу более 190 художественных произведений, пополнивших художественную галерею города. Околович решает остаться в Пензе и с января 1909 по 1912 годы занимается педагогической деятельностью на должности преподавателя художественных дисциплин в Пензенской рисовальной школе им. Н. Д. Силивёрстова.

## Русский музей

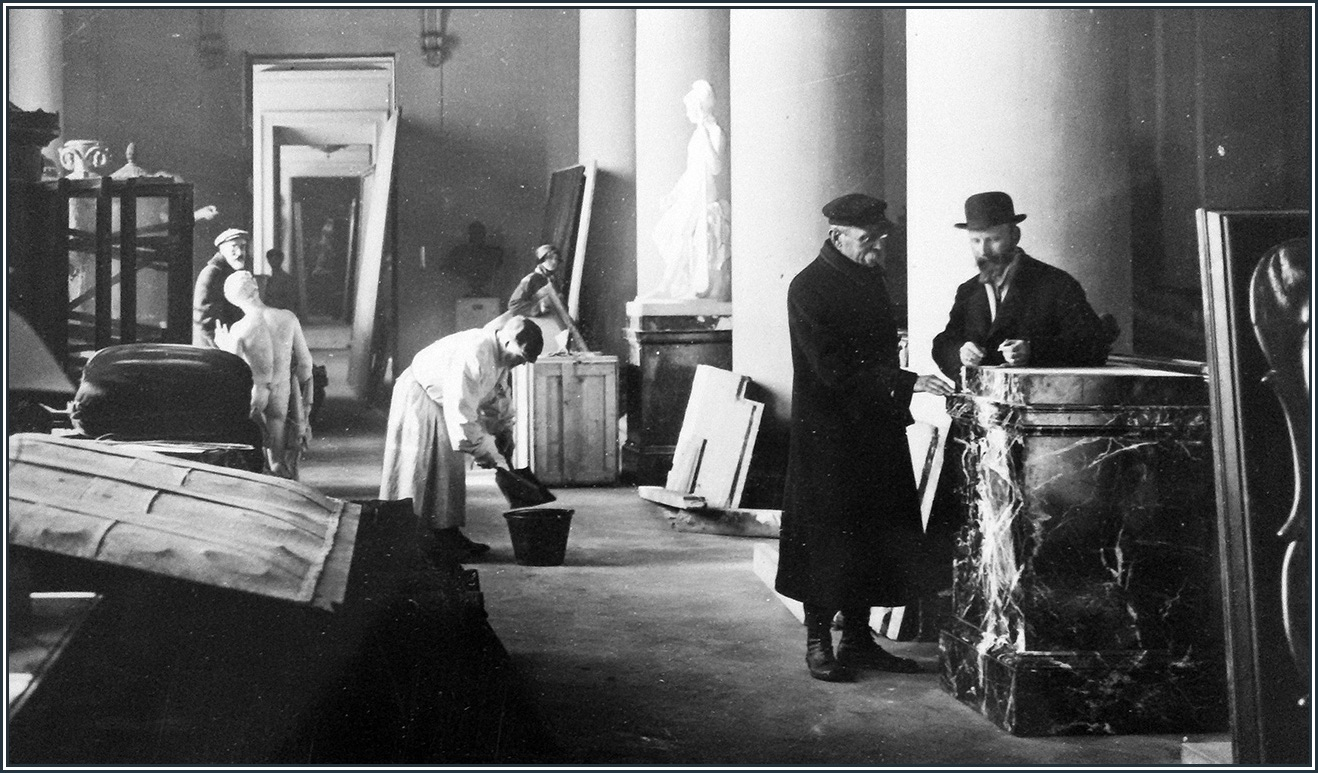
Подготовка здания Русского музея к открытию после возвращения экспонатов из Москвы. 1920 На переднем плане: Заведующий Реставрационным Делом Николай Андреевич Околович (слева) и Петр Иванович Нерадовский.

В 1912 Околович получает приглашение занять должность хранителя Русского Музея (Музей Александра III). Рекомендацию ему дает Петр Нерадовский — прежний хранитель музея. Он принимает приглашение и останется в этой должности фактически до конца жизни.
Особо отмечалась огромная работа, проведенная им при подготовке здания Русского музея к открытию после возвращения экспонатов из Москвы.
Несмотря на большую занятость в музее Н. Околович продолжает создавать свои работы и в 1922 участвует в первой выставке группы художников «Шестнадцать».
Н. Околович вызывал уважение у окружающих не только как профессионал, коллеги отмечали его человеческие качества. Так на его попечении находилась его сестра, которой он оказывал всеческую помощь. Уже после смерти Н. Околовича Правление музей постановило: «Принимая во внимание громадные заслуги покойного Н. А. Околовича пред Государственным Русским музеем возбудить ходатайство об оказании материальной помощи престарелой сестре его Е. А. Околович».

## Реставратор
Начало XX века ознаменовалось ростом интереса к древнерусской культуре. Одним из центров, экспозиции и хранения произведений древнерусской живописи и других предметов искусства стал Русский музей. Была поставлена цель создать на его основе крупнейший «христианский музей» По мере накопления произведений искусства возникла необходимость и проведения реставрационных работ в первую очередь огромной коллекции русских икон. Н. Околович создает реставрационную мастерскую при музее уделяя внимание не только практике, но и теоретическим основам музейной реставрации.
На правлении музея 1 февраля 1923 г. был рассмотрен вопрос «Об учреждении должности Заведующего Реставрационным делом Художественного отдела Русского музея и об избрании на эту должность Н. А. Околовича».
Околович стремится использовать в реставрационном деле последние достижения науки. Отмечены его многочисленные контакты с физиками, химиками, биологами, что способствовало более строгому подходу к процессу реставрации. По природе немногословный, он проявлял мужество и непреклонность, когда речь заходила о реставрации, о чистоте её стиля.
Принципы петроградской школы реставрации высказаны Н. А. Околовичем: "В отношении фрагмента памятника основным руководствующим правилом ничего не прибавлять, не убавлять, не приписывать, а стараться лишь прекратить дальнейшее разрушение…
Н. А. Околович был противником замены при реставрации основания художественного произведения. Он справедливо утверждал, что при этом теряется один из важнейших материальных признаков. При нем начались первые опыты по пропиткам ветхой основы икон.
Он с презрением относился к дилетантству в искусстве, на фактах доказывая невежество некоторых искусствоведов, писавших о русской иконописи. Он говорил о старинных иконах:

Понять старую икону, ее мастерство, прелесть, может только человек близко стоящий к искусству, прислушивающийся к иконописцам, которые до сего времени являются носителями традиций мастерства, тонкого, сложного, изобилующего секретами.

Незадолго до смерти он эмигрировал во Францию, однако вскоре возвращается в Россию. Он умер 20 апреля 1928 года в Ленинграде.

Работы художника имеются в собраниях Государственной Третьяковской галерее («Летняя ночь», 1897) и Государственном Русском музее. Его имя и краткая биография занесены в словарь наиболее значимых художников и скульпторов Эмануэля Бенезита (Benezit Dictionnaire des Peintres, Sculpteurs)